# 天国 (人物)
天国（あまくに）は、奈良時代または平安時代に活動したとされる伝説上の刀工、またはその製作した刀のことを指す。

## 概要
天国は日本刀剣の祖とされるが、その出身、経歴には謎が多く、大宝年間の大和国の人とも、平安時代後期の人とも、複数人存在したとも言われ、諸説あるものの、実在の人物であるかどうかは定かではない。鎌倉時代の日蓮は「此の太刀はしかるべき鍛冶作り候かと覚へ候。あまくに（天国）、或は鬼きり（鬼切）、或はやつるぎ（八剣）、異朝には干将莫耶が剣に争でかことなるべきや。」（弥源太入道殿御返事）と記述しており名工として知られていた。また、日本国現存最古の刀剣書である『観智院本銘尽』では、「神代鍛冶」、「日本国鍛冶銘」、「大宝年中」、「神代より当代までの上手鍛冶」の各項目で取り上げられており、古来、名工として扱われていることが窺い知れる。
また一伝承によれば、天国は日本刀初期の名工である三条宗近の師であったともされる。天明4年（1784年）の『彩画職人部類』の「鍛冶」の項では、天国とともに鍛冶を行う年若き三条宗近の挿絵が掲載されている。

## 作刀
天国が作成したとされる刀はいくつか現存するが、そもそも天国の実在が確認できていないことから、真偽は伝承の域を出るものではない。以下、天国作刀の伝承又は記録が残されているものについて、真偽を問わず取り上げる。
天叢雲剣
『観智院本銘尽』「神代鍛冶」の項目では天国について「帝尺之釼 村雲の釼作」と注釈がなされている。三種の神器である天叢雲剣の作者であると解読されるが、熱田神宮ないし皇居に現存する草薙剣（形代も含む。）がそれに当たるかは不明である。
小烏丸
『観智院本銘尽』「大宝年中」の項目では、平家一門の宝刀として伝えられる小烏丸の作者と記載されている。現在、小烏丸と号する太刀としては、伊勢氏から宗氏を経て、1882年（明治15年）に宗重正から明治天皇に献上された大和国天国御太刀（小烏丸と号す）（皇位とともに伝わるべき由緒ある物、いわゆる御由緒物、御物番号29）があるが、無銘であるものの、天国作と伝えられる。なお本太刀は、その製作は奈良時代まではさかのぼらず、日本刀が直刀から反りのある彎刀へと変化する平安時代中期頃の作と推定されている。本太刀も、他のいわゆる御由緒物と同様に宮中祭祀での役割を担っており、同じくいわゆる御由緒物である山城国国綱御太刀（名物鬼丸）とともに、毎年11月23日に行われる新嘗祭にて使用されることとされている。
古今伝授大和国天国御太刀
皇室経済法第7条に規定する「皇位とともに伝わるべき由緒ある物」（いわゆる御由緒物、御物番号35）であり、現在、皇室の私有財産（御物）として宮内庁侍従職が管理する。いわゆる御由緒物の太刀の多くは明治以降に明治天皇に献上されたものであるが、本太刀は歴代天皇御譲品として代々皇室に伝わる太刀である。いわゆる御由緒物の刀剣の多くは宮中祭祀など皇室内の私的儀式で役割を担っており、本太刀は、御物名からも明らかであるとおり、代々古今伝授の節に佩用されることとされている。本太刀の持つ性質のためか、これまで一般に公開された形跡は見受けられない。
亀戸天神社の宝刀
東京都江東区亀戸の亀戸天神社に社宝として伝わる太刀。『江戸名所図会』では、天国作の太刀として菅原道真が佩刀していたものが同社に伝わったと記載されている。本太刀には「一度鞘から抜き放てば決まって豪雨を呼ぶ」という伝承が残されている。
山名八幡宮の宝刀
群馬県高崎市山名町の山名八幡宮に社宝として伝わる刀剣。山名義範が本社を創建する際に本刀剣を奉納したと伝えられる。両刃の直刀であり、鎌倉時代末期のものとされる。
成田山新勝寺の宝刀
千葉県成田市の新勝寺に霊宝として伝わる刀剣。平将門の乱の平定のため開祖寛朝が朱雀天皇より賜ったものが同寺に伝わったと伝えられる。現在、毎年7月に行われる成田山祇園会では、本刀剣を用いた息災・魔除けの加持が行われている。

## その他
奈良県内には天国の居所に関する伝承が残されている。
奈良県高市郡高取町字清水谷の芦原峠北側にあった尼ヶ谷集落（大和国高市郡清水谷村字アマクニ）には、天国が作刀した地としての伝承が残されており、刀工の名が尼ヶ谷の地名の由来とも伝えられる。現在同地の集落は消滅したが、作刀の際に使用したとされる井戸が、当地に存在した元・天国三輪神社に残されている。同社は天国の守護神である大神神社の大物主の分霊を祀っていたとされており、現在、同字にある高生神社に遷され合祀されている。
奈良県宇陀市には天国が作刀した地としての伝承が残されており、市内の菟田野稲戸にある八坂神社には作刀の際に使用したとされる井戸が残されている。また同市内の八咫烏神社の周辺地域にも一時的に天国が住み小烏丸を作刀したという口伝がある。